# Barcelona (album)
Albums de Freddie Mercury
Mr. Bad Guy
(1985) The Freddie Mercury Album
(1992)
Singles
1. Barcelona
Sortie : 26 octobre 1987
2. The Golden Boy
Sortie : 24 octobre 1988
3. How Can I Go On
Sortie : 23 janvier 1989
4. Guide Me Home
Sortie : 10 mars 1989 (Japon)[1]

Barcelona est un album studio de Freddie Mercury, chanteur et membre du groupe britannique Queen, et de la cantatrice soprano espagnole Montserrat Caballé. L'album a été enregistré entre 1987 et 1988, pour sortir en 1988. Il s'agit du dernier album de Mercury hors Queen à être sorti de son vivant.

## Titres

### Barcelona
La chanson a été composée et produite par Freddie Mercury et Mike Moran. Barcelona avait été choisie pour être l'hymne des jeux olympiques de Barcelone en 1992, mais Mercury mourut prématurément en novembre 1991. Elle a toutefois été jouée lors de la cérémonie d'ouverture. Le clip a été tourné au grand club Privilege à Ibiza.

### La Japonaise
La chanson a été enregistrée le 9 novembre 1987. Mercury a écrit toutes les paroles, même celles en japonais. Cette chanson est remarquable par les sonorités orientales ainsi que le registre en falsetto utilisé par le chanteur.

### The Fallen Priest
À l'origine une pièce pour piano de Mike Moran avec des paroles de Freddie Mercury, elle s'appelait au départ Rachmaninov's Revenge.

### Ensueño
Quand Mercury rencontre Caballé pour la première fois en mars 1987, il lui fait écouter une pièce intitulée Exercises in Free Love, à laquelle Caballé ajoutera des paroles pour devenir par la suite Ensueño.

### The Golden Boy
La chanson a été enregistrée le 1er décembre 1987. Un chœur gospel fait apparaître des personnalités telles que Madeline Bell, Dennis Bishop, Lance Ellington, Miriam Stockley, Peter Straker, Mark Williamson, and Carol Woods.

### Guide Me Home
Intitulée à la base "Freddie's Overture", c'est un des titres de l'album composé le plus tard (début 1988).

### How Can I Go On
Cette chanson date du printemps 1987, avec des paroles s'inscrivant dans le registre tragique, ainsi qu'une descente chromatique au début de celle-ci. John Deacon y participe à la basse.

### Overture Piccante
Ce dernier morceau mélange d'autres titres pour créer une nouvelle pièce.

## Édition spéciale (2012)
En 2012, une édition spéciale de l'album est réenregistré. Les compositions originales, qui avaient été réalisées avec des synthétiseurs et des échantillonneurs, sont ici remplacées et réenregistrées avec un orchestre symphonique.
La musique est transcrite et réorchestrée par Stuart Morley, directeur musical de la comédie musicale We Will Rock You, et également producteur de l'album. La musique est interprétée par l'orchestre FILMharmonic de Prague. Naoko Kikuchi enregistre la partie de koto de La Japonaise. Rufus Taylor, fils du batteur de Queen Roger Taylor, enregistre les percussions de The Golden Boy et How Can I Go On alors que David Garrett enregistre un nouveau solo de violon pour How Can I Go On. La guitare basse de John Deacon pour How Can I Go On est cependant conservée.

### CD1: album réorchestré
1. Barcelona – 5:43
2. La Japonaise – 4:52
3. The Fallen Priest – 5:46
4. Ensueño – 4:22
5. The Golden Boy – 6:04
6. Guide Me Home – 2:50
7. How Can I Go On – 3:49
8. Exercises in Free Love – 3:57
9. Overture Piccante – 6:47
10. How Can I Go On (titre bonus, featuring David Garrett – 3:56

### CD2: raretés, versions démo et alternatives
1. Exercises in Free Love (face B, 1987) – 4:26
2. Barcelona (démo de Freddie Mercury) – 4:21
3. La Japonaise (démo de Freddie Mercury) – 4:41
4. Rachmaninov's Revenge (The Fallen Priest) (démo de Freddie Mercury) – 5:51
5. Ensueño (prise live de Monsterrat Caballé) – 5:36
6. The Golden Boy (démo de Freddie Mercury) – 3:54
7. Guide Me Home (version alternative) – 2:50
8. How Can I Go On (version alternative) 4:03
9. How Can I Go On" (version alternative piano) 3:44

### CD3: album instrumental
1. Barcelona (instrumentale) – 5:39
2. La Japonaise (instrumentale) – 4:51
3. The Fallen Priest (instrumentale) – 5:47
4. Ensueño (instrumentale) – 4:01
5. The Golden Boy (instrumentale) – 6:03
6. Guide Me Home (instrumentale) – 2:50
7. How Can I Go On (instrumentale) – 3:37
8. Exercises in Free Love (instrumentale) – 3:57
9. Overture Piccante (instrumentale) – 6:43

### DVD
- Performance au Club Ibiza

1. Barcelona

- Performance à La Nit Barcelona

1. Barcelona
2. How Can I Go On
3. The Golden Boy

- Barcelona [Classic Video]
- Barcelona [The Special Edition EPK]
- Barcelona [2012 Edit by Rhys Thomas]

## Crédits
- Freddie Mercury : chant, production, arrangements
- Montserrat Caballé : chant
- Mike Moran : claviers, production, arrangements
- David Richards : production
- John Deacon : basse sur How Can I Go On
- Homi Kanga et Laurie Lewis : violon sur Barcelona
- Deborah Ann Johnston : violoncelle sur Barcelona
- Barry Castle : trompette sur Barcelona
- Frank Ricotti : percussions sur Barcelona
- Madeline Bell, Debbie Bishop, Lance Ellington, Miriam Stockley, Peter Straker, Mark Williamson et Carol Woods : chœurs sur The Golden Boy

## Classements

### Album
| Pays        | Classement | Classement | Classement       | Classement       | Ventes        |
|             | 1988:      | 1988:      | ré-édition 1992: | ré-édition 1992: | Certification |
| Place       | Semaines   | Place      | Semaines         |                  | Certification |
| ----------- | ---------- | ---------- | ---------------- | ---------------- | ------------- |
| Autriche    |            |            | 24               | 6                | –             |
| Allemagne   |            |            | 41               | 18               | –             |
| Japon       |            |            | 93               | 1                | —             |
| Pays-Bas    |            |            | 9                | 22               | —             |
| Suède       |            |            | 37               | 1                | —             |
| Suisse      |            |            | 18               | 5                | Platine       |
| Royaume-Uni | 25         |            | 15               | 8                | Argent        |
| États-Unis  |            |            | 6                |                  | –             |

### Singles
Single Barcelona (1987/1992)
| Pays        | Classement       | Classement |
|             | Place            | Semaines   |
|             | 1987:            | 1987:      |
| ----------- | ---------------- | ---------- |
| Irlande     | 8                | 3          |
| Royaume-Uni | 8                | 9          |
| Suède       | 15               | 3          |
| Pays-Bas    | 34               | 3          |
|             | ré-édition 1992: |            |
| Pays-Bas    | 2                | 10         |
| Royaume-Uni | 2                | 8          |
| France      | 6                | 9          |
| Suisse      | 8                | 13         |
| Suède       | 12               | 4          |
| Australie   | 42               | 3          |

Single The Golden Boy (1988)
| Pays        | Classement | Classement |
|             | Place      | Semaines   |
| ----------- | ---------- | ---------- |
| Royaume-Uni | 80         |            |

Single How Can I Go On (1989)
| Pays        | Classement | Classement |
|             | Place      | Semaines   |
| ----------- | ---------- | ---------- |
| Royaume-Uni | 95         |            |